# Literaturstiftung Oberschwaben
Die Literaturstiftung Oberschwaben wurde 1979 auf Initiative des Schriftstellers Martin Walser und des Biberacher Unternehmers Heinz Saueressig als Institution zur Förderung des literarischen Lebens in der schwäbisch-alemannischen Sprachregion gegründet. Ziel war es, die Entstehung von Literatur in Oberschwaben zu fördern, insbesondere auch das Erscheinen von Werkausgaben zu ermöglichen, schriftstellerische Nachlässe zu sammeln und Literatur zu vermitteln.
Die gemeinnützige Stiftung startete mit einer  Einlage von Martin Walser. Später ist der Kapitalstock so weit angewachsen, dass aus den Erträgen ein Beitrag zur Herausgabe bzw. Förderung von Werken ermöglicht wird.
Seit der Gründung wurden die Werkausgaben von Maria Müller-Gögler, Maria Menz, Werner Dürrson und Josef W. Janker veröffentlicht und verschiedene Einzelpublikationen, unter anderem Manfred Boschs „Bohème am Bodensee“ gefördert. Die Stiftungsaufgabe der Archivierung trat in den Hintergrund, da das Deutsche Literaturarchiv Marbach bereit war, die wichtigen Bestände des Literaturarchivs Oberschwaben zu übernehmen. 2007 hat der Vorstand der Stiftung Literaturarchiv Oberschwaben deshalb die Konzentrierung seiner Tätigkeit auf die Förderung von Literatur beschlossen. Außerdem wurde die Stiftung in „Literaturstiftung Oberschwaben“ umbenannt, um auch nach außen die Schwerpunkte in der Aufgabenstellung erkennbar werden zu lassen.
Dem Vorstand gehörte von Beginn an Martin Walser als Vorsitzender bis 2003 wie auch Oberbürgermeister a. D. Claus-Wilhelm Hoffmann an. 
Heute (24. April 2022) besteht der Vorstand aus: Martin Walser (Ehrenvorsitzender), Peter Schneider (Vorsitzender, Präsident des Sparkassenverbands Baden-Württemberg), Claus-Wilhelm Hoffmann (stv. Vorsitzender), Arnold Stadler (stv. Vorsitzender), Oswald Burger (Historiker, Literaturveranstalter), Helmuth Mojem (Deutsches Literaturarchiv Marbach), Bernhard Rüth (Kreisarchiv Rottweil).
Geschäftsführer der Literaturstiftung Oberschwaben ist Franz Hoben.

## Veröffentlichungen
- Maria Müller-Gögler: Neunbändige Gesamtausgabe. Thorbecke, Sigmaringen 1980.
- Maria Menz: Dreibändige Gesamtausgabe der Gedichte. Thorbecke, Sigmaringen 1981.
- Sepp Mahler: Ich der Lump, Vagabund der Straße. Thorbecke, Sigmaringen 1984.
- Josef W. Janker: Vierbändige Gesamtausgabe. Gessler, Friedrichshafen 1988.
- Heinz Georg Dikreiter: Vom Waisenhaus zur Fabrik. Edition Isele, Eggingen 1988.
- Jacob Picard: Werke in 2 Bänden,. Faude, Konstanz 1991.
- Werner Dürrson: Werke in 6 Bänden. Elster, Baden-Baden 1992.
- Manfred Bosch: Bohème am Bodensee. Libelle, Bottighofen/Bodensee 1997.
- Katharina Adler: Lebenslandschaft Allgäu. Edition Isele, 2000.
- Maria Menz: Briefwechsel mit Martin Walser. Hrsg. Claus-Wilhelm Hoffmann. Edition Isele, Eggingen 2005.
- Werner Dürrson: Lohmann oder Die Kunst sich das Leben zu nehmen. Klöpfer & Meyer, Tübingen 2007.
- Maria Menz: Gesamtausgabe. Neuauflage. Thorbecke, Sigmaringen 2008.
- Maria Menz: Briefwechsel Band 2. Briefwechsel von Maria Menz mit 39 weiteren Adressaten. Thorbecke, Sigmaringen 2009.
- Maria Beig: Ein Lebensweg. Klöpfer & Meyer, Tübingen 2009.
- Maria Beig: Fünfbändige Gesamtausgabe. Klöpfer & Meyer, Tübingen 2010.
- Werner Dürrson: Denkmal fürs Wasser. Klöpfer & Meyer, Tübingen 2012.
- Arnold Stadler: Auf dem Weg nach Winterreute: Ein Ausflug in die Welt des Malers Jakob Bräckle. Jung & Jung, Salzburg 2012.
- Hans Dieter Schaal: Work in Progress. Edition Axel Menges, Stuttgart / London 2013.
- Hermann Kinder: Der Weg allen Fleisches. weissbooks-w, Frankfurt 2014.
- Lorenz Göser / Elmar Kuhn (Hg.): Wege mit Martin Walser. w-weissbooks, Frankfurt 2017
- Jochen Kelter: Wie eine Feder übern Himmel. w-weissbooks, Frankfurt 2017
- Wolfgang Herles / Siegmund Kopitzki (Hg.): Der erste unserer Sprachmenschen. Neue Einsichten zum Werk von Martin Walser. 2018
- Silke Knäpper: Das Lieben der Anderen. Klöpfer & Meyer Verlag, Tübingen 2018
- Hermann Kinder: Die Herzen hoch und hoch den Mut. Klöpfer & Meyer Verlag, Tübingen 2018
- Katrin Seglitz (Hg.): Meine traurige Heimat war das schönste Land der Welt. Jetzt ist es das unglücklichste. Geflüchtete erzählen von Syrien, 2019